# Xestoiulus dalmaticus
Xestoiulus dalmaticus är en mångfotingart som beskrevs av Mrsic 1987. Xestoiulus dalmaticus ingår i släktet Xestoiulus och familjen kejsardubbelfotingar. Inga underarter finns listade i Catalogue of Life.